# 네오리진
네오리진( Co. Ltd.)는 대한민국의 기업이다. 본사는 서울시 강남구 학동로 155, 3, 4층 (논현동, 원영빌딩)에 위치해 있으며 대표이사는 첸보(陈博)이다. 2024년 펀타임과 소규모 합병하였으며 2024년 1주당 가액 100원을 500원으로 병합하는 주식병합하여발행주식총수가 줄어들었다 2024년 방치형 RPG게임 '루나 모험일기에 대해 '중국 내 서비스 허가증'인 판호를 발급받았다.
2024년 회사의 전략적 사업파트너인 조이포트(Joyport)가 중국국가신문출판서(NPPA)로부터 올해 11월 기준 총 16개의 작품에 대한 게임 판호(게임 서비스 허가)를 발급받은 바 있다

## 관계사
- 시큐리티존
- 네오플랜트

## 참고문헌
1. ↑  송은정, 네오리진, 게임 사업 부진...'구매대행 서비스·숏폼 드라마' 등 신사업 박차, 뉴스핌, 2024년 2월 19일
2. ↑  박은비, 네오리진, 펀타임과 소규모 합병 이사회 승인, 뉴시스, 2024.05.23
3. ↑  양지윤, 네오리진, 주당 100→500원 주식병합 결정, 이데일리 , 2023.10.19
4. ↑  박기훈, '글로벌 퍼블리셔' 네오리진, 중국 판호 뚫었다…'루나' IP로 성장 '박차’, 프라임경제, 2024.07.26
5. ↑  김건우, 네오리진, 글로벌 파트너 '조이포트' 올해 中 게임 판호 16개 획득, 머니투데이, 2024.12.02